# Helen Block Lewis
Helen Block Lewis (1913 - 18 tháng 1 năm 1987) là một nhà tâm thần học và nhà phân tâm học người Mỹ. Công việc của bà đã đi tiên phong trong việc nghiên cứu sự khác biệt giữa cảm giác tội lỗi và xấu hổ. Bà thành lập tạp chí Tâm lý học phân tâm học và giảng dạy tại các trường đại học. Bà còn là chủ tịch bộ phận phân tâm học của Hiệp hội Tâm lý học Hoa Kỳ. Bà đã viết một số cuốn sách, trong đó bao gồm Sự xấu hổ và tội lỗi trong chứng loạn thần kinh, Cuộc chiến ngoại cảm ở đàn ông và phụ nữ, Freud và tâm lý học hiện đại tập 1 và 2, Tình dục và siêu nhân, và Vai trò của sự xấu hổ trong sự hình thành triệu chứng.

## Cuộc sống và qua đời
Helen Block Lewis sinh năm 1913 tại Manhattan, thành phố New York. Bà là người Mỹ gốc do thái thế hệ thứ nhất và cha mẹ bà là người Do Thái Đông Âu. Khi theo học Đại học Barnard năm 16 tuổi, Lewis phụ trách tờ báo sinh viên và trở thành một người cộng sản cấp tiến cho đến khi bà biết về Hiệp ước Xô-Đức. Lewis tốt nghiệp Đại học Columbia với bằng tiến sĩ. Bà kết hôn với nhà văn Naphtali Lewis. Năm 1942, bà có 1 cô con gái đầu lòng Judith Lewis Herman và bà đã khuyến khích con gái của mình nên theo học trường y để có "nhiều quyền lực hơn". Lewis cũng có một con trai John B. và hai cháu ngoại. Lewis qua đời ở tuổi 73 vì bệnh ung thư tại nhà riêng ở Cambridge, Massachusetts, vào ngày 18 tháng 1 năm 1987.